# مورد طبيعي

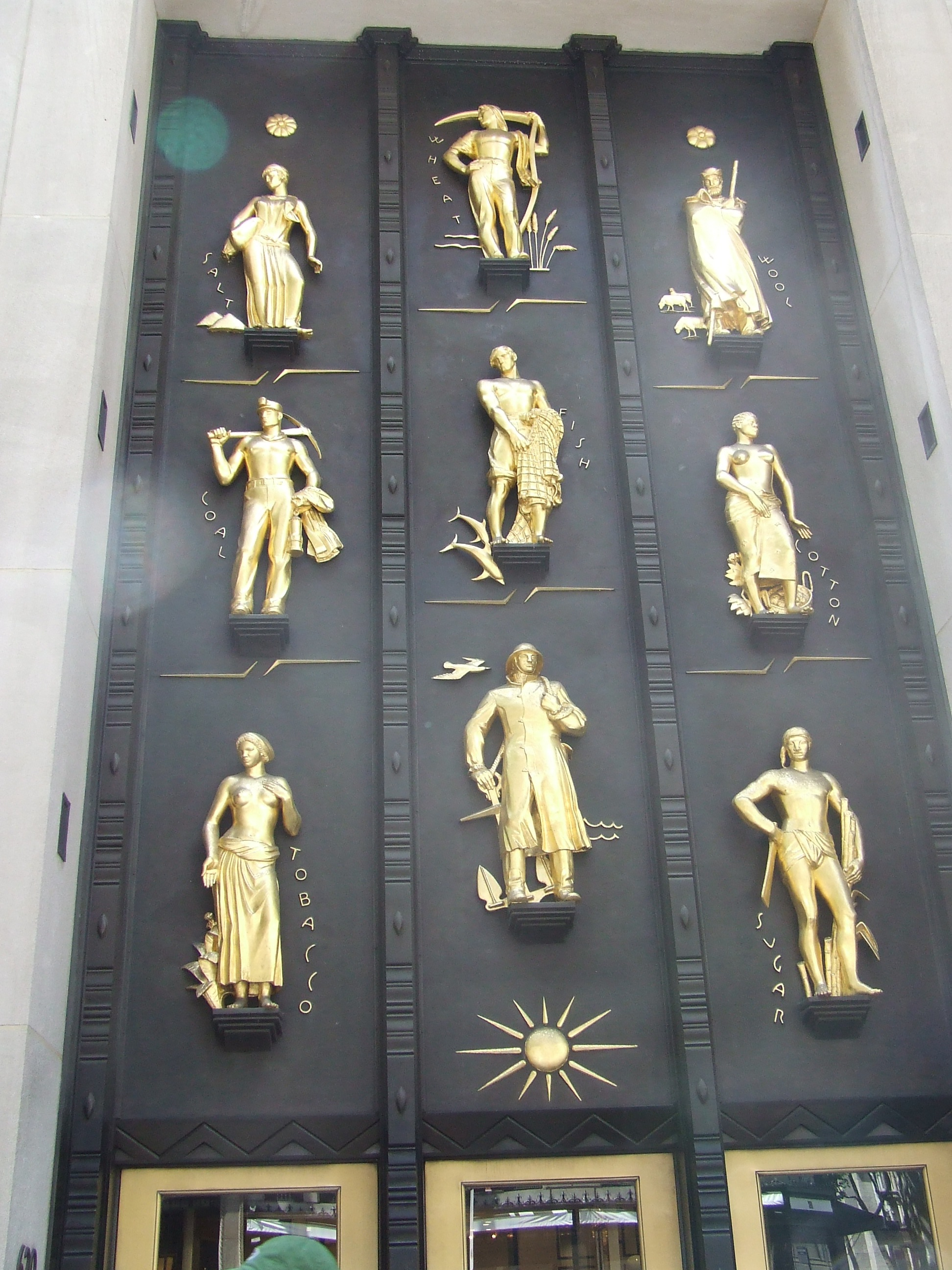
الموارد الطبيعية هي كل ما تؤمنه الطبيعة من مخزونات طبيعية يستلزمها بقاء الإنسان أو يستخدمها لبناء حضارته.

الموارد الطبيعية هي كل ما تؤمنه الطبيعة من مخزونات طبيعية يستلزمها بقاء الإنسان أو يستخدمها لبناء حضارته. تتراجع الموارد الطبيعية نتيجة الاستغلال المفرط والإهمال. وهي تتمثل في الطاقة وعلى رأسها النفط والمعادن كالفوسفات والحديد الخام.

## أنواع الموارد الطبيعية
تحتوي البيئة الطبيعية ضمن مكوناتها الرئيسية الثلاثة والتي تعرف بالغلاف اليابس والمائي والجوي على مجموعة من الموارد الطبيعية الضرورية للإنسان والكائنات الحية الأخرى وكذلك النظام البيئي. والموارد البيئية الطبيعية هي موارد لا دخل للإنسان في وجودها، ونظرا لأهميتها الحيوية واعتماد الإنسان عليها فإنه يؤثر فيها ويتأثر بها أيضا.لقد صنف الباحثون البيئيون الموارد البيئية الطبيعية إلى ثلاثة أصناف تندرج في كل واحد منها عدد من الموارد وهي:مجموعة الموارد غير الحية: تتضمن الماء والهواء وطاقة الشمس الحرارية والضوئية والمعادن والمعادن المشعة ومصادر الطاقة مثل الفحم والنفط والغاز الطبيعي.
- مجموعة الموارد الحية: تتضمن كلاّ ً من النباتات الطبيعية من غابات وحشائش ونباتات صحراوية، والحيوانات البرية سواء آكلة العشب(مثل الغزال والزرافة غيرها) أو آكلة اللحوم (مثل الأسود والذئاب وغيرها). كما تتضمن هذه المجموعة الأحياء المائية (النباتية والحيوانية) مثل الطحالب والأسماك والمحار

تنقسم الموارد الطبيعية إلى:
- موارد غير متجددة: تتضمن الموارد الموجودة في البيئة على هيئة رصيد ٍ ثابت وما يؤخذ منه لا يعوض. ومن ثمَّ فهي موارد معرضة لخطر النضوب والنفاذ. مثل الفحم والنفط والغاز الطبيعي والمعادن المشعة.
- موارد متجددة: تتضمن الموارد التي تتجدد ذاتيا مجموعة من مختلف مصادر الطاقة، فمن أمثلتها المصادر النباتية والحيوانية. وهي موارد لا تتعرض للنُضوب إذا ما استغلها الإنسان بإسلوب معتدل راشد بعيداً عن الإسراف.

ويختلف انتشار الموارد من منطقة إلى أخرى، فمثلا تعد الأشجار أكثر الموارد انتشارا في الطبيعة.

## استنزاف الموارد البيئية
يعمل الإنسان على استغلال موارد الطبيعة لبناء تقدمه وحضارته، إلا أن استغلاله المفرط لهذه الموارد يتم بطرق خاطئة الأمر الذي أدى إلى اختلال التوازن البيئي، وأضر البيئة بشكل عام، فأصبحت ضعيفة هشة لا تستطيع الوفاء بمتطلباته.
وقد دأبت دول كثيرة تعتمد على الزراعة كمصدر للدخل إلى التركيز على زراعة الأرض أكثر من مرة في السنة الواحدة، مما أدى إلى إجهاد تربتها، إضافة إلى إزالة أجزاء كبيرة من الغابات التي تعتبر مأوى الحياة البرية فأضر ذلك بها وقلل من أعدادها بدرجة كبيرة.
كما أدى التقدم الصناعي إلى التوسع في استخراج كثير من الموارد الطبيعية، خصوصاً تلك الموارد غير المتجددة مثل: الفحم والنفط، وبعض الخامات المعدنية، والمياه الجوفية، وهي الموارد الطبيعية التي يحتاج تكوينها إلى انقضاء عصور جيولوجية طويلة ولا يمكن تعويضها في حياة الإنسان.
وقد أدى كل ذلك إلى عدم قدرة البيئة على تجديد مواردها الطبيعية، واختلال التوازن الديناميكي بين عناصرها المختلفة، مما أدى إلى تحولات بعيدة الأثر تهدد مستقبل الأجيال القادمة.
كما لم تعد هذه العناصر قادرة على تحليل مخلفات الإنسان أو استهلاك النفايات الناتجة من نشاطاته المختلفة.
وقد أدت الزيادة السكانية المستمرة إلى زيادة استهلاك المياه العذبة في الشرب والزراعة، مما ينذر بقلة موارد المياه في المستقبل، والتوقعات تشير إلى أن معظم حروب المستقبل ستكون بسبب النزاع على مصادر المياه العذبة.
وتتركز الزيادة المتوقعة في عدد السكان في قارتي إفريقيا وآسيا، وهي مناطق تعاني حالياً من مشكلات بيئية متعددة، من أخطرها نقص المتاح من المياه العذبة اللازمة للزراعة والرعي، فبارت الأراضي الزراعية ونفقت الماشية والأغنام، وبالتالي تناقصت الأغذية، وانتشرت المجاعات في معظم المناطق.